# HubLocal

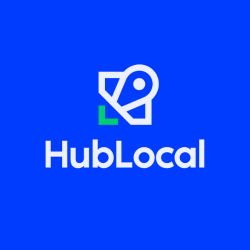
A logo da HubLocal com fundo azul

HubLocal é uma empresa brasileira de tecnologia fundada em 2019, especializada em soluções de presença digital e marketing local para pequenas e médias empresas. A empresa oferece uma plataforma SaaS que permite a gestão unificada de informações comerciais em diversos canais digitais, como Google Maps, Facebook, Apple Maps e Bing.

## História
A HubLocal foi fundada em 2019 por Felipe Caezar e Rodrigo Coifman, ambos com experiência em marketing digital e desenvolvimento de software. A ideia surgiu a partir da observação de que muitas empresas tinham dificuldade em manter informações atualizadas e consistentes em diferentes plataformas online. Com isso, desenvolveram uma solução que automatiza a gestão de presença digital, facilitando que empresas sejam encontradas por clientes em potencial.
Durante a pandemia de COVID-19, a HubLocal adaptou seus serviços para atender à crescente demanda por soluções digitais, ajudando empresas a manterem sua visibilidade online mesmo com restrições físicas. Essa adaptação contribuiu para o crescimento da empresa, que passou a atender milhares de clientes em todo o Brasil e expandiu sua atuação para outros países.

## Parcerias e iniciativas
Durante a pandemia de COVID-19, a HubLocal lançou uma iniciativa para mapear postos de vacinação e testagem em aplicativos de navegação e transporte, como Google Maps, Waze, Uber e 99. A empresa cadastrou informações como localização, horários de funcionamento e contatos dos postos, facilitando o acesso da população a esses serviços essenciais. A ação foi implementada em cidades como Fortaleza e Recife, com planos de expansão para todo o Brasil.
A empresa também firmou parceria com o Google e a ONG Ação da Cidadania para mapear pontos de distribuição de alimentos e cozinhas solidárias no Brasil, viabilizando a exibição dessas informações na Busca do Google e no Google Maps.

## Investimentos
Desde sua fundação, a HubLocal recebeu aportes financeiros de diversas redes de investidores, incluindo Anjos do Brasil, GV Angels e Bossanova Investimentos. Em 2024, a empresa captou R$ 3,5 milhões em uma rodada liderada pela Bossa Invest e pela GV Angels, com participação de investidores como Yves Nogueira, Américo Pereira e Eduardo Gouveia.

## Clientes e atuação
A HubLocal atende mais de 20 mil clientes em todos os estados do Brasil e em países como Estados Unidos, Portugal, Chile, Colômbia e México. Entre seus clientes notáveis estão empresas dos setores de varejo, saúde, alimentação e serviços financeiros.

## Reconhecimento
A empresa foi selecionada como scale-up pela Endeavor Brasil e recebeu reconhecimento no Prêmio Aposta do Distrito Awards em 2023.